# Fu'an
Fu'an är en stad på häradsnivå inom staden Ningde på prefekturnivå i provinsen Fujian i sydöstra Kina. Den ligger omkring 110 kilometer norr om provinshuvudstaden Fuzhou.
Fu'an är indelat i fyra stadsdelsdistrikt, tretton köpingar, fem socknar (varav tre etniska minoritetssocknar) samt två administrativa enheter på sockennivå.
Stadsdelsdistrikt (jiedao):

- Chengbei (城北街道)
- Chengnan (城南街道)
- Luojiang (罗江街道)
- Yangtou (阳头街道)

Köpingar (zhen):

- Chengyang (城阳镇)
- Gantang (甘棠镇)
- Muyang (穆阳镇)
- Saiqi (赛岐镇)
- Shangbaishi (上白石镇)
- Shekou (社口镇)
- Tantou (潭头镇)
- Wanwu (湾坞镇)
- Xiabaishi (下白石镇)
- Xiaoyang (晓阳镇)
- Xibing (溪柄镇)
- Xitan (溪潭镇)
- Xiwei (溪尾镇)

Socknar (xiang):

- Fankeng (范坑乡)
- Songluo (松罗乡)

Etniska minoritetssocknar (zu xiang):
- Banzhong (坂中畲族乡) (för shefolket)
- Kangcuo (康厝畲族乡) (för shefolket)
- Muyun (穆云畲族乡 (för shefolket)

Områden på sockennivå:
- Fu'an Shezu Kaifaqu utvecklingszon för shefolket (福安畲族开发区)
- Wanwu Gongye Jizhongqu industrizon (湾坞工业集中区)